# Luc Saint-Éloy
Pour les articles homonymes, voir Saint-Éloy.
Luc Saint-Éloy, né le 29 septembre 1955 à Djibouti, est un comédien, metteur en scène et réalisateur français.
Il a été directeur artistique du Théâtre de l'Air nouveau, une compagnie «antillo-guyanaise» créée en 1983 en région parisienne. Depuis 2006, il est directeur artistique de Toit Monde production.

## Biographie

### Jeunesse
Né le 29 septembre 1955 à Djibouti de parents guadeloupéens, Luc Saint-Eloy passe son enfance en Guadeloupe. Il effectue sa scolarité au collège catholique de Massabielle, puis au collège du Raizet dans la commune des Abymes. Luc Saint-Eloy suit ensuite le séminaire de Blanchet à Basse-Terre pour devenir prêtre, mais il interrompt ce parcours vers la prêtrise. Il reprend ses études au lycée technique de Baimbridge, sans obtenir le baccalauréat.
En 1975, il part vers la France métropolitaine et prépare une équivalence du baccalauréat à la faculté de Villetaneuse, puis passe un DEUG de cinéma à l’Université de Saint-Denis. En 1981, il entame une carrière théâtrale après avoir suivi une formation de comédien au Studio Charpentier.

### Carrière
En 1981, Luc Saint-Eloy s’engage dans la troupe du Théâtre Noir aux côtés de Darling Légitimus, Théo Légitimus et Pascal Légitimus. Dirigée par Benjamin Jules-Rosette, la compagnie entend, à l'époque, livrer un combat pour la représentation de la culture antillaise dans le paysage culturel français.
Pour défendre le répertoire théâtral et littéraire antillais dans l’Hexagone. Luc Saint-Eloy fonde en 1983 avec Marie-Line Ampigny le Théâtre de l’AIR (Artistes Immigrés Réunis), qu’il rebaptise le Théâtre de l’Air nouveau en 1986. À travers ses écritures dramatiques et ses mises en scènes, il interpelle sur des problèmes de la société et lutte pour l’égalité. De 1998 à 2004, le Théâtre de l’Air nouveau propose une série d’ateliers (danse, théâtre…), de spectacles interactifs et pédagogiques sur les cultures et les mondes « noirs ».
Luc Saint-Eloy, organise en 1998 pour la commémoration du 150e anniversaire de l’abolition de l’esclavage, un évènement culturel en plein cœur de Paris rassemblant plus de 60 000 spectateurs. Ce défilé-spectacle composé de plus de 450 personnages costumés autour d’une grande fresque historique « les échos de la Mémoire » et « les Milans du temps » représente l’histoire des peuples d’Afrique, de la Caraïbe, de l’océan Indien et des Amériques.
Il est membre du comité d’expert théâtre de la DRAC Guadeloupe. En 2021, il se voit attrinuer le prix du Meilleur Acteur et le Sotigui d'Or aux Sotigui Awards,.

### Collectif égalité
Depuis 1999, Luc Saint-Eloy est membre du Collectif égalité aux côtés de la romancière Calixthe Beyala. Ce collectif œuvre pour une meilleure intégration des minorités visibles dans le paysage audiovisuel et cinématographique français. Dans ce cadre, son apparition surprise à la 25e cérémonie des César en 2000 a marqué les esprits,.

### Parcours artistique

#### Parcours littéraire
En 1982, Luc Saint-Eloy participe au Prix Gibert Jeune avec sa première pièce, Le prix de la terre. Il la publie en 1987 à compte d'auteur à la Pensée universelle. Un an plus tard sa première nouvelle, « Folle ivresse d’un retour au pays », paraît  dans la revue  Monde inconnu. Il écrit ensuite Bang Bang Solo, mise en onde sur France Culture par Anne Lemaître.
En 1991, il  est  lauréat du premier concours d’écriture dramatique de la Soif nouvelle - organisé par le Centre dramatique régional avec sa pièce  Trottoir Chagrin. France Culture  achète les droits et diffuse la pièce en décembre 1991 dans une réalisation de Georges Peyrou. En 2004, Luc Saint-Eloy publie la pièce Combats de Femmes.

#### Parcours théâtral
Il a réalisé plus d’une quinzaine de mise en scènes théâtrales, dont plus marquante est sans doute, Trottoir Chagrin qui rend hommage à la mémoire du jeune guadeloupéen Lucien Melyon, 17 ans, tué par un vigile à l'entrée d'un concert de Joan Baez, en 1977. La pièce a connu une centaine de représentations en Europe et en Tunisie.

#### Parcours cinématographique
Au cinéma et à la télévision, il interprète de nombreux personnages historiques. Il est notamment Gaston Monnerville dans la série Galmot Aventurier d’Alain Maline en 1990, le colonel Louis Delgrès dans 1802, l’épopée guadeloupéenne de Christian Lara en 2002 et Justin Catayée dans une fiction-documentaire de Benoit Cornueau en 2004.
Luc Saint-Eloy a co-réalisé La Barrière des préjugés avec Foued Mansour en 2006 pour l’association l’AFIP. Le court-métrage Map-Ternité, entièrement tourné en Guadeloupe, remporte le Prix du meilleur court-métrage au festival Vues d’Afrique à Montréal (Canada) en avril 2008.

## Filmographie

### Acteur
- 1990 : Jean Galmot, aventurier de Alain Maline
- 1998 : Sucre Amer de Christian Lara : Louis Delgrès
- 2000 : Antilles sur Seine de Pascal Légitimus
- 2004 : Un homme à femmes, de Christian Lara : Pierre Mombin
- 2004 : 1802 : l'épopée guadeloupéenne, de Christian Lara : Louis Delgrès
- 2007 : Héritage perdu, de Christian Lara : Pierre Mombin
- 2011 : Pani pwoblem, de Christian Lara : Pierre Mombin

### Réalisateur et scénariste
- 2005 : La barrière des préjugés (court-métrage de 28 minutes)
- 2008 : Map-térnité (court-métrage de 28 minutes)

## Publications

### Pièces de théâtre
- 1987 : Le Prix de la terre, La Pensée Universelle.
- Trottoir chagrin, éditions Ménaibuc.
- Combat de femmes.
- Chemin d’école.

### Nouvelles
- Folle Ivresse d'un retour au pays.
- 1990 : Bang Bang Solo.